# Volley Bartreng
Volley Bartreng – luksemburski klub siatkarski z Bertrange założony w 1981 roku. Obecnie występuje w najwyższej klasie rozgrywek klubowych (Novotel-Ligue).

## Historia
Klub założony został 15 maja 1981 roku pod nazwą VC Smash 81 Bartreng. Inicjatorką była Nicole Tandel. 20 czerwca 1981 roku klub wstąpił do Luksemburskiego Związku Piłki Siatkowej (FLVB). W sezonie 1982/1983 VC Smash 81 Bartreng po raz pierwszy wystartował w rozgrywkach ligowych. W 1988 roku męski zespół awansował do najwyższej klasy rozgrywkowej.
W 1992 roku doszło do połączenia się trzech klubów: VC Smash 81 Bartreng, CAL Clausen oraz VC Olympic Luxembourg. Kluby te utworzyły CS Bertrange.
16 czerwca 1995 roku klub zmienił nazwę na Volley Bartreng.

## Bilans sezonów
| Sezon     | Rozgrywki ligowe   | Rozgrywki ligowe | Puchar Luksemburga | Puchary europejskie                        |
| Sezon     | Poziom             | Miejsce          | Puchar Luksemburga | Puchary europejskie                        |
| --------- | ------------------ | ---------------- | ------------------ | ------------------------------------------ |
| 2000/2001 | Division Nationale | 5. miejsce       | 1. miejsce         | Puchar Top Teams - faza kwalifikacyjna     |
| 2001/2002 | Division Nationale | 1. miejsce       | ?                  |                                            |
| 2002/2003 | Division Nationale | 4. miejsce       | ?                  | Puchar Top Teams - II runda kwalifikacyjna |
| 2003/2004 | Division Nationale | 6. miejsce       | 1. miejsce         |                                            |
| 2004/2005 | Division Nationale | 4. miejsce       | finał              |                                            |
| 2005/2006 | Division Nationale | 4. miejsce       | półfinał           |                                            |
| ...       |                    |                  |                    |                                            |
| 2008/2009 | Division Nationale | 7. miejsce       | ?                  |                                            |
| 2009/2010 | Division Nationale | 4. miejsce       | półfinał           |                                            |
| 2010/2011 | Novotel-Ligue      | 6. miejsce       | półfinał           |                                            |
| 2011/2012 | Novotel-Ligue      | 6. miejsce       | półfinał           |                                            |
| 2012/2013 | Novotel-Ligue      | 3. miejsce       | 1/8 finału         |                                            |
| 2013/2014 | Novotel-Ligue      | 4. miejsce       | 1/8 finału         |                                            |
| 2014/2015 | Novotel-Ligue      | 4. miejsce       | półfinał           |                                            |
| 2015/2016 | Novotel-Ligue      | 5. miejsce       | ćwierćfinał        |                                            |
| 2016/2017 | Novotel-Ligue      | 4. miejsce       | półfinał           |                                            |
| 2017/2018 | Novotel-Ligue      | 4. miejsce       | półfinał           |                                            |

## Rozgrywki międzynarodowe
| Sezon     | Rozgrywki                        | Osiągnięcie         |
| --------- | -------------------------------- | ------------------- |
| 1992/1993 | Puchar Europy Zdobywców Pucharów | faza kwalifikacyjna |
| 1993/1994 | Puchar CEV                       | II runda            |
| 1994/1995 | Puchar CEV                       | II runda            |
| 1995/1996 | Puchar CEV                       | II runda            |
| 1998/1999 | Puchar CEV                       | I runda             |
| 1999/2000 | Puchar CEV                       | II runda            |
| 2000/2001 | Puchar Top Teams                 | faza kwalifikacyjna |
| 2002/2003 | Puchar Top Teams                 | II runda            |
| 2022/2023 | Puchar Challenge                 | 1/32 finału         |
| 2024/2025 | Puchar Challenge                 | 1/32 finału         |